# Adam Lonicer
Adam Lonicer, vagy Lonicerus (Marburg, 1528. október 10. – Frankfurt am Main, 1586. május 29.) Frankfurt am Main-i orvos, korábban rövid ideig a Marburgi Egyetem matematikaprofesszora. A 16. század egyik legismertebb füveskönyvének (Kreuterbuch) szerzője. Műve számos kiadást megért, és nagy hatással volt Európa botanikájára. Az első magyar füveskönyv, Melius Juhász Péter Herbáriuma (1578) is ennek nyomán készült. Adam Lonicer életében füveskönyvét utoljára 1582-ben adták ki.